# Maldwyn Jones
Maldwyn Allen Jones (ur. 18 grudnia 1922 w Greenfield (hrabstwo Flintshire), zm. 12 kwietnia 2007 w Gerrards Cross) – brytyjski profesor historii, amerykanista.

## Życiorys
Po ukończeniu szkoły podstawowej Holywell Grammar School w północnej Walii, podjął tymczasową pracę w banku. Tuż przed wybuchem II wojny światowej zaciągnął się do brytyjskiej marynarki wojennej i służył w stopniu porucznika we 18-tej flotylli trałowców. Po zakończeniu wojny, został zdemobilizowany i podjął studia historyczne na Jesus College w Oksfordzie, które ukończył z wyróżnieniem w 1949 roku. Rok później rozpoczął pracę na Uniwersytecie Manchesterskim, gdzie pełnił funkcję asystenta, a od 1954 – wykładowcy. W latach 50. zachorował na gruźlicę, co zagroziło jego karierze akademickiej, jednak zdołał wyleczyć się z choroby i uzyskać stopień doktora na Uniwersytecie Oxfordzkim. W 1963 został starszym wykładowcą, a dwa lata później profesorem historii amerykańskiej. Od 1968 roku pełnił rolę prezesa Brytyjskiego Towarzystwa Studiów Amerykańskich. W 1971 roku przeniósł się na University College w Londynie, gdzie pracował do czasu przejścia na emeryturę w 1988 roku.
Pełnił funkcję profesora wizytującego m.in. uniwersytetów: Princeton, Stanford i Cornell. Był także konsultantem Winstona Churchilla przy publikacji czterotomowej „Historii Anglików”.

## Życie prywatne
W 1944 ożenił się ze swoją szkolną sympatią Doroty Griffiths. Mieli jedną córkę.

## Publikacje
- The Old World ties of American ethnic groups (Londyn 1976)
- Destination America (Londyn 1976)
- American immigration (Amsterdam 1979)
- Historia USA (Gdynia 2016)